# Єкатерино-Нікольське
Єкатерино-Нікольське (рос. Екатерино-Никольское) — село у Октябрському районі Єврейської автономної області Російської Федерації.
Входить до складу муніципального утворення Амурзетське сільське поселення. Населення становить 1715 осіб (2010).

## Історія
Згідно із законом від 26 листопада 2003 року органом місцевого самоврядування є Амурзетське сільське поселення.

## Населення
| 2002 | 2010  |
| ---- | ----- |
| 1975 | ↘1715 |